# Doolin
Doolin (irl. Dúlainn) – niewielkie miasteczko turystyczne położone w hrabstwie Clare na zachodnim wybrzeżu Irlandii. Doolin uznawany jest przez wielu za jedno z najważniejszych centrów prawdziwej, tradycyjnej muzyki irlandzkiej. Gra się ją co wieczór w każdym pubie, których jest jednak w mieście niewiele.
W Doolin znajduje się jeden z portów, z których można popłynąć statkiem na wyspy Aran, grupę trzech atrakcyjnych turystycznie wysp.
Na obrzeżach miasteczka znajduje się pochodzący z XIV w. zamek Doonagore. Stanowi on własność prywatną i możliwe jest obejrzenie zamku jedynie z zewnątrz.
W odległości kilku kilometrów od miasta zaczynają rozciągać się Klify Moher. Klify te w niektórych odcinkach sięgają ok. 200 metrów oraz są strome. O atrakcyjności miasteczka i jego okolic świadczą rzesze turystów, którzy przybywają tu każdego roku. Przyczynia się to również do zatracenia unikalnego, tradycyjnego klimatu tego miejsca.